# Triblástico

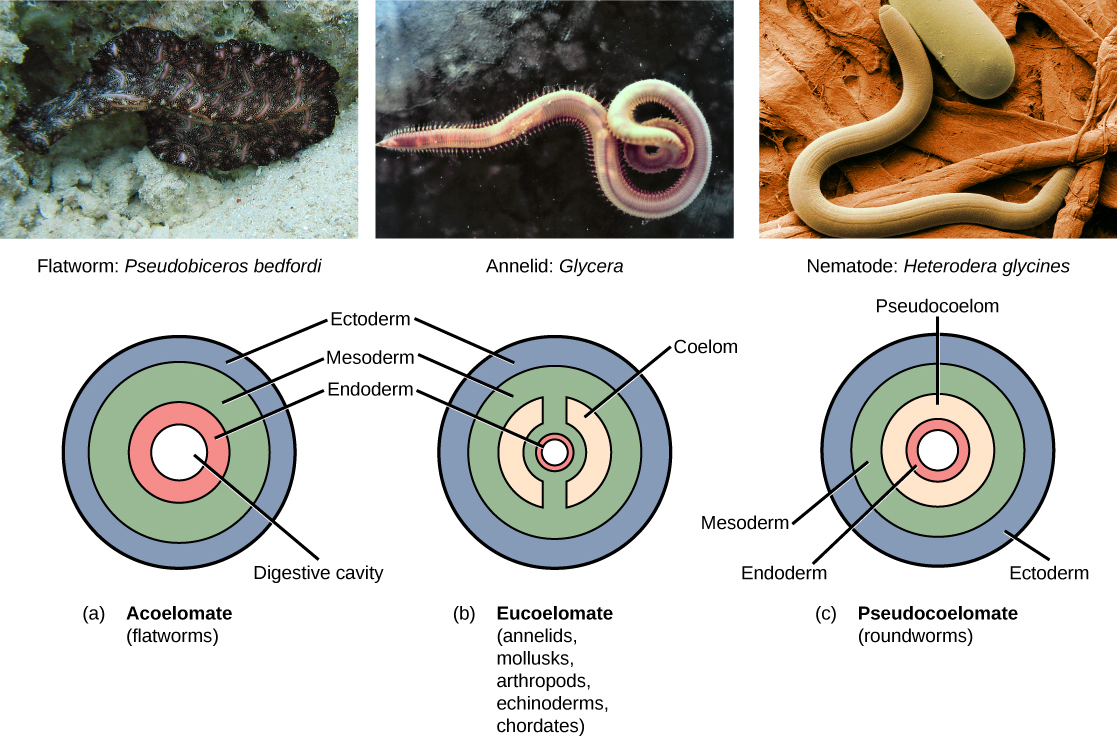
Cavidades de los tripoblastos.

Los triblásticos o triploblásticos son animales (metazoos) en cuyo desarrollo embrionario temprano se diferencian tres hojas embrionarias o capas de tejido embrionario: ectodermo, endodermo y mesodermo. Esta última está ausente en los diblásticos, cuyo nombre alude a la presencia de solo dos hojas embrionarias (por ejemplo en el caso de los cnidaria).
Los triblásticos forman un clado, es decir, se supone que son monofiléticos, ya que se cree que todos derivan de un mismo antepasado común ancestral; es una característica presente en todos los animales del clado Bilateria (bilaterales), y existen hoy algunos estudios que proponen la posible triploblastía en un grupo de animales radiales, los ctenóforos.
La clasificación sistemática de los triblásticos se ha basado en el destino del blastoporo embrionario; así se distinguen dos grandes linajes:
- Protóstomos: el blastoporo origina la boca primero, y el ano es de neoformación, aunque no siempre se presenta, como es el caso de los Platyhelminthes.
- Deuteróstomos: la boca se origina después, es de neoformación. Y el blastoporo generalmente origina el ano primero, aunque no siempre. Este puede surgir cercano al blastoporo o no.